# Типпинг, Тип
Тип Типпинг (англ. Tip Tipping, настоящее имя — Тимоти Типпинг, англ. Timothy Tipping; 13 февраля 1958, Суррей, Англия, Великобритания — 5 февраля 1993, Алнвик, Великобритания) — британский каскадёр и актёр, бывший офицер Королевской морской пехоты и солдат SAS. Известен по роли рядового Тима Кроу в фильме «Чужие».

## Смерть
В 1993 году Типпинг выполнял трюки для фильма BBC под названием «999». 5 февраля 1993 года, незадолго до своего 35-летия, Типпинг совершил прыжок с парашютом неподалёку от города Алнвик. Парашют не раскрылся, и Типпинг упал в лесу в 70 метрах от деревни. Создатели фильма хотели реконструировать чудесное спасение в сентябре 1992 года парашютиста Терри Уэйкеншоу.

## Фильмография

### Каскадёр
- 1983 — Осьминожка
- 1983 — Никогда не говори «никогда»
- 1984 — Индиана Джонс и храм судьбы
- 1985 — Возвращение в страну Оз
- 1985 — Моя прекрасная прачечная
- 1985 — Жажда смерти 3
- 1986 — Царь зла
- 1987 — Высота «Гамбургер»
- 1988 — Уиллоу
- 1988 — Бастер
- 1989 — Индиана Джонс и последний крестовый поход
- 1989 — Бэтмен
- 1989 — Доктор Кто (7 эпизодов)
- 1990 — Чисто английское убийство (4 эпизода; в одной из серий он управлял самолётом)
- 1991 — Робин Гуд: Принц воров
- 1991 — Свет во тьме
- 1993 — Сын Розовой пантеры

### Актёр
- 1985 — Жизненная сила — в титрах не указан
- 1986 — Чужие — рядовой Тим Кроу
- 1989 — Чисто английское убийство — Боб Сидни (5 сезон, 42 серия)
- 1992 — Синий лёд — киллер #2